# Колчиглови (гміна)
Гміна Колчиглови (пол. Gmina Kołczygłowy) — сільська гміна у північній Польщі. Належить до Битівського повіту Поморського воєводства.
Станом на 31 грудня 2011 у гміні проживало 4279 осіб.

## Територія
Згідно з даними за 2007 рік площа гміни становила 173.34 км², у тому числі:
- орні землі: 38.00%
- ліси: 53.00%

Таким чином, площа гміни становить 7.90% площі повіту.

## Населення
Станом на 31 грудня 2011:
| Опис     | Загалом | Загалом | Чоловіки | Чоловіки | Жінки | Жінки |
| -------- | ------- | ------- | -------- | -------- | ----- | ----- |
| одиниця  | осіб    | %       | осіб     | %        | осіб  | %     |
| все      | 4279    | 100     | 2132     | 49.82    | 2147  | 50.18 |
| міське   | 0       | 100     | 0        |          | 0     |       |
| сільське | 4279    | 100     | 2132     | 49.82    | 2147  | 50.18 |

## Сусідні гміни
Гміна Колчиглови межує з такими гмінами: Божитухом, Дембниця-Кашубська, Мястко, Тухоме, Тшебеліно.